# Vigny (Mosel·la)
Vigny és un municipi francès situat al departament del Mosel·la i a la regió del Gran Est. L'any 2007 tenia 304 habitants.

## Demografia

### Població
El 2007 la població de fet de Vigny era de 304 persones. Hi havia 109 famílies, de les quals 20 eren unipersonals (12 homes vivint sols i 8 dones vivint soles), 32 parelles sense fills, 53 parelles amb fills i 4 famílies monoparentals amb fills.
La població ha evolucionat segons el següent gràfic:
Habitants censats

### Habitatges
El 2007 hi havia 116 habitatges, 107 eren l'habitatge principal de la família, 2 eren segones residències i 7 estaven desocupats. 114 eren cases i 2 eren apartaments. Dels 107 habitatges principals, 97 estaven ocupats pels seus propietaris, 7 estaven llogats i ocupats pels llogaters i 3 estaven cedits a títol gratuït; 4 tenien tres cambres, 17 en tenien quatre i 86 en tenien cinc o més. 96 habitatges disposaven pel capbaix d'una plaça de pàrquing. A 49 habitatges hi havia un automòbil i a 51 n'hi havia dos o més.

### Piràmide de població
La piràmide de població per edats i sexe el 2009 era:
| Homes | Edats   | Dones |
| ----- | ------- | ----- |
| 0     | 95 o +  | 4     |
| 0     | 90 a 94 | 0     |
| 0     | 85 a 89 | 8     |
| 4     | 80 a 84 | 0     |
| 0     | 75 a 79 | 0     |
| 0     | 70 a 74 | 4     |
| 8     | 65 a 69 | 4     |
| 8     | 60 a 64 | 0     |
| 8     | 55 a 59 | 20    |
| 20    | 50 a 54 | 12    |
| 20    | 45 a 49 | 20    |
| 8     | 40 a 44 | 20    |
| 8     | 35 a 39 | 4     |
| 8     | 30 a 34 | 8     |
| 12    | 25 a 29 | 4     |
| 16    | 20 a 24 | 8     |
| 16    | 15 a 19 | 12    |
| 20    | 10 a 14 | 4     |
| 0     | 5 a 9   | 20    |
| 4     | 0 a 4   | 8     |

## Economia
El 2007 la població en edat de treballar era de 201 persones, 147 eren actives i 54 eren inactives. De les 147 persones actives 138 estaven ocupades (73 homes i 65 dones) i 9 estaven aturades (6 homes i 3 dones). De les 54 persones inactives 15 estaven jubilades, 16 estaven estudiant i 23 estaven classificades com a «altres inactius».

### Ingressos
El 2009 a Vigny hi havia 107 unitats fiscals que integraven 290,5 persones, la mediana anual d'ingressos fiscals per persona era de 18.203 €.

### Activitats econòmiques
Dels 10 establiments que hi havia el 2007, 1 era d'una empresa de fabricació d'altres productes industrials, 2 d'empreses de construcció, 5 d'empreses de transport, 1 d'una empresa immobiliària i 1 d'una empresa de serveis.
Dels 2 establiments de servei als particulars que hi havia el 2009, 1 era un electricista i 1 restaurant.
L'any 2000 a Vigny hi havia 8 explotacions agrícoles.

## Equipaments sanitaris i escolars
El 2009 hi havia una escola elemental integrada dins d'un grup escolar amb les comunes properes formant una escola dispersa.

## Poblacions més properes
El següent diagrama mostra les poblacions més properes.